# Codex Mariendalensis
Il Codex Mariendalensis è un manoscritto contenente un poema epico di circa 6000 versi incentrato sulle gesta della contessa Iolanda di Vianden. Ritenuto perduto, fu scoperto solo nel 1999 dallo studioso Guy Berg nella biblioteca del castello di Ansembourg, presso cui era stato redatto. L'opera viene attribuita al monaco domenicano Hermann von Veldenz, che l'avrebbe scritta tra la fine del XIII secolo e l'inizio del XIV. Oggi è custodita nella Biblioteca Nazionale del Lussemburgo.

## Descrizione
Il manoscritto è il primo testo redatto in dialetto mosellano (proto-lussemburghese). Per quanto fosse stato ritenuto a lungo perduto o addirittura distrutto, il testo suscitò l'interesse di molti studiosi, come il gesuita Alexander Wiltheim, ultimo detentore del manoscritto e autore di una sua copia in latino. Partendo dalla copia di Wiltheim, il manoscritto venne tradotto in tedesco, inglese e francese.
Il testo racconta la vita di Iolanda di Vianden, una donna che sfidò le convenzioni sociali del suo tempo rifugiandosi nel monastero di Marienthal per sfuggire a un matrimonio combinato, ed è considerato il testo fondante della letteratura lussemburghese. Si tratta dell'unico testo di tale grandezza scritto in dialetto mosellano, una peculiarità visto che il monastero di Marienthal era di lingua latina, ed è uno dei pochi testi che descrivono i costumi e i contesti storici dei castelli e dei monasteri lussemburghesi.
L'opera viene accostata al genere del minnesang, la versione tedesca dell'amor cortese dei trovatori, ma anche al racconto medievale e all'agiografia.

## La storia di Iolanda di Vianden
All'età di 14 anni Iolanda di Vianden viene costretta dalla madre Margherita di Namur a sposare Valerano di Monschau. La giovane si rifugia nel monastero di Marienthal, ma la madre vi giunge con una schiera di uomini armati minacciando di radere al suolo il convento qualora la figlia non fosse restituita alla famiglia. Iolanda rifiuta imperterrita il matrimonio e finirà per far cedere la sua famiglia, divenendo più tardi priora del monastero.